# HD207857
HD207857 — хімічно пекулярна зоря спектрального класу B8, що має видиму зоряну величину в смузі V приблизно  6,2.
Вона  розташована на відстані близько 1072,9 світлових років від Сонця.

## Пекулярний хімічний склад
Зоряна атмосфера HD207857 має підвищений вміст 
Hg
.